# Meidengesäß
Meidengesäß ist eine Wüstung in der Gemarkung von Niedergründau, einem Ortsteil der Gemeinde Gründau in hessischen Main-Kinzig-Kreis. Ihre genaue Lage ist bisher unbekannt.
Der Ort wurde im Jahre 1173 als „Meidingeseß“ erstmals schriftlich erwähnt, als das Kloster Selbold bekundete, den Nonnen des Prämonstratenserinnen-Klosters Meerholz einige Zehnten zu Meidengesäß, Gründau, Lieblos, Roth und an anderen genannten Gütern übertragen zu haben. Der Zehnt in Meidengesäß war auch im 13. Jahrhundert noch im Besitz des Klosters Selbold, wurde dann 1433 von den Herren von Hutten eingelöst, die ihn auch 1495 als Reichslehen besaßen.
1309 wird der Ort, der verwaltungstechnisch zur Zent Gründau gehörte, als Hof des Klosters Schmerlenbach genannt. 1428 wird nur noch ein Bewohner, 1443 ein Haus erwähnt.